# Иффланд, Август Вильгельм
Август Вильгельм Иффланд (нем. August Wilhelm Iffland; 19 апреля 1759, Ганновер — 22 сентября 1814, Берлин) — крупнейший немецкий актёр, драматург, режиссёр своего времени. Первый владелец кольца Иффланда.

## Биография
Сын пастора, по желанию отца получил религиозное образование, но предпочёл актёрскую карьеру. В 1777 году переехал в Готу, устроившись актёром в театр под руководством Конрада Экхофа. После смерти Экхофа принял в 1779 году приглашение Мангеймского театра, где стал популярным актёром, позже стал посещать города Германии с гастролями. В 1792 году стал главным режиссёром театра.
В 1796 году по приглашению Гёте посетил Берлин, в 1798 году стал режиссёром Берлинского королевского национального театра, а с 1811 года — главным режиссёром всех театральных придворных спектаклей.
Писал пьесы, самые известные из которых «Die Jäger», «Dienstpflicht», «Die Advokaten», «Die Mündel» и «Die Hagstolzen», а также критические статьи в «Almanach für Theater» и «Theaterfreunde».
В 1798—1802 годах вышло 16-томное собрание его сочинений «Dramatischen Werke», включавшее его автобиографию. В 1807—1809 издано два тома «Neue dramatische Werke». Избранные сочинения изданы в двух (Лейпциг, 1827—1828) и в десяти томах (Лейпциг, 1844 и 1860). Книга мемуаров «Моё театральное поприще» (1798, издано в 1885).
На фасаде Мангеймского театра в 1864 году был установлен бронзовый портрет Иффланда.